# Група Гейзенберга
У математиці група Гейзенберга {\displaystyle H} (названа на честь Вернера Гейзенберга) — група верхньотрикутних матриць розмірності {\displaystyle 3\times 3} вигляду
{\displaystyle \left({\begin{matrix}1&a&c\\0&1&b\\0&0&1\end{matrix}}\right),}
де операція множення визначена як множення матриць.
Елементи {\displaystyle a}, {\displaystyle b} і {\displaystyle c} належать довільному комутативному кільцю з одиницею, в якості якого часто обирають кільце дійсних чисел (в результаті отримують неперервну групу Гейзенберга) або ж кільце цілих чисел (в результаті отримують дискретну групу Гейзенберга).
Неперервна група Гейзенберга з'являється в описі одновимірних систем квантової механіки, особливо в контексті теореми Стоуна–фон Неймана. У загальному випадку групи Гейзенберга можна розглядати у зв'язку з {\displaystyle n}-вимірними системами або ж із довільними симплектичними векторними полями.

## Тривимірний випадок
У тривимірному випадку добуток двох матриць Гейзенберга визначається як
{\displaystyle \left({\begin{matrix}1&a&c\\0&1&b\\0&0&1\end{matrix}}\right)\left({\begin{matrix}1&a'&c'\\0&1&b'\\0&0&1\end{matrix}}\right)=\left({\begin{matrix}1&a+a'&c+ab'+c'\\0&1&b+b'\\0&0&1\end{matrix}}\right).}
Як можна побачити з члена {\displaystyle ab'}, ця група неабелева.
Нейтральним елементом (одиницею) групи Гейзенберга є одинична матриця, а обернений визначається наступним чином:
{\displaystyle \left({\begin{matrix}1&a&c\\0&1&b\\0&0&1\end{matrix}}\right)^{-1}=\left({\begin{matrix}1&-a&ab-c\\0&1&-b\\0&0&1\end{matrix}}\right).}
Ця група є підгрупою 2-вимірної афінної групи {\displaystyle {\rm {Aff}}(2)}:
{\displaystyle \left({\begin{matrix}1&a&c\\0&1&b\\0&0&1\end{matrix}}\right),}
дія якої на вектор {\displaystyle ({\vec {x}},1)} відповідає афінному перетворенню
{\displaystyle \left({\begin{matrix}1&a\\0&1\end{matrix}}\right){\vec {x}}+\left({\begin{matrix}c\\b\end{matrix}}\right).}
Є кілька яскравих прикладів тривимірного випадку.

## Неперервна група Гейзенберга
Якщо {\displaystyle a}, {\displaystyle b}, {\displaystyle c} — дійсні числа (в кільці {\displaystyle \mathbb {R} }), то маємо неперервну групу Гейзенберга {\displaystyle H_{3}(\mathbb {R} )}. Це нільпотентна дійсна група Лі розмірності 3.
Додатково до представлення дійсними {\displaystyle 3\times 3} матрицями, неперервна група Гейзенберга має також декілька різних представлень у термінах функціональних просторів. Згідно з теоремою Стоуна–фон Неймана, існує єдине, з точністю до ізоморфізму, незвідне унітарне представлення групи {\displaystyle H}, у якому його центр діє за допомогою заданого нетривіального характеру. Це представлення має декілька важливих застосувань чи моделей.
Так, у моделі Шрьодінгера, група Гейзенберга діє на просторі квадратично інтегровних функцій.
У тета-представленні вона діє на просторі голоморфних функцій верхньої півплощини; воно назване так на честь зв'язку з тета-функціями.

## Дискретна група Гейзенберга

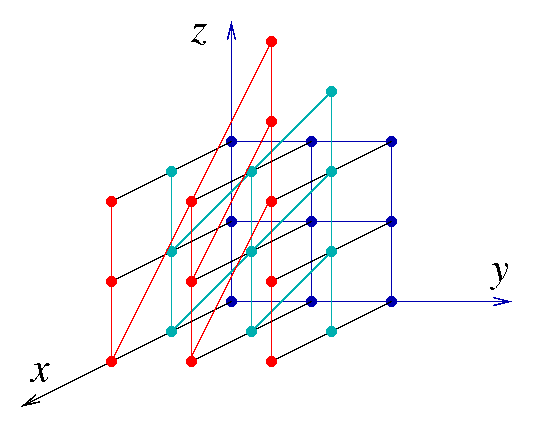
Частина графу Келі дискретної групи Гейзенберга, із генераторами,, як у тексті. (Кольори використані лише для наочності.)

Якщо {\displaystyle a}, {\displaystyle b}, {\displaystyle c} — цілі числа (в кільці {\displaystyle \mathbb {Z} }), то маємо дискретну групу Гейзенберга {\displaystyle H_{3}(\mathbb {Z} )}. Це неабелева нільпотентна група з двома генераторами
{\displaystyle x=\left({\begin{matrix}1&1&0\\0&1&0\\0&0&1\end{matrix}}\right)}
і
{\displaystyle y=\left({\begin{matrix}1&0&0\\0&1&1\\0&0&1\end{matrix}}\right),}
і зі співвідношеннями
{\displaystyle z=xyx^{-1}y^{-1},\quad xz=zx,\quad yz=zy,}
де
{\displaystyle z=\left({\begin{matrix}1&0&1\\0&1&0\\0&0&1\end{matrix}}\right)}
є генератором центра групи {\displaystyle H_{3}}. (Відмітимо, що обернені до матриць {\displaystyle x}, {\displaystyle y} і {\displaystyle z} утворюються заміною {\displaystyle 1} над діагоналлю на {\displaystyle -1}).
Згідно з теоремою Громова (в англомовній літературі — теорема Басса), у цієї групи поліноміальна швидкість зростання порядку 4.
Можна генерувати будь-які елементи наступним чином:
{\displaystyle \left({\begin{matrix}1&a&c\\0&1&b\\0&0&1\end{matrix}}\right)=y^{b}z^{c}x^{a}.}

## Група Гейзенберга за модулем непарного простого числаp{\displaystyle p}
Якщо {\displaystyle a}, {\displaystyle b}, {\displaystyle c} з {\displaystyle Z/pZ} для довільного непарного простого {\displaystyle p}, то отримаємо групу Гейзенберга за модулем {\displaystyle p}. Це група порядку {\displaystyle p^{3}} із генераторами {\displaystyle x}, {\displaystyle y} та співвідношеннями:
{\displaystyle z=xyx^{-1}y^{-1},\quad x^{p}=y^{p}=z^{p}=1,\quad xz=zx,\quad yz=zy.}
Аналоги групи Гейзенберга над скінченними полями простого непарного порядку {\displaystyle p} називаються додатковою спеціальною групою або ж, більш точно, додатковою спеціальною групою степеня {\displaystyle p}. Узагальнюючи, якщо похідна підгрупа групи {\displaystyle G} міститься в центрі {\displaystyle Z} групи {\displaystyle G}, тоді відображення {\displaystyle G/ZG/Z\rightarrow Z} є кососиметричним білінійним оператором на абелівських групах.

Однак, умова, щоб {\displaystyle G/Z} була скінченним векторним простором, вимагає, аби підгрупа Фраттіні групи {\displaystyle {G}} належала центру групи. А також умова, аби {\displaystyle Z} був одновимірним векторним простором над {\displaystyle Z/pZ} вимагає, щоб порядок центра {\displaystyle Z} дорівнював {\displaystyle p}. Звідки випливає, що якщо група {\displaystyle G} неабелева, то {\displaystyle G} — додаткова спеціальна група. Якщо ж група {\displaystyle G} — додаткова спеціальна група, але не степеня {\displaystyle p}, тоді загальна конструкція при застосуванні до симплектичного векторного простору {\displaystyle G/Z} не визначає груповий ізоморфізм у {\displaystyle G}.

## Група Гейзенберга за модулем 2
Група Гейзенберга за модулем 2 має порядок 8 й ізоморфна діедральній групі {\displaystyle D_{4}} (група симетрій квадрата). Якщо
{\displaystyle x=\left({\begin{matrix}1&1&0\\0&1&0\\0&0&1\end{matrix}}\right)}
і
{\displaystyle y=\left({\begin{matrix}1&0&0\\0&1&1\\0&0&1\end{matrix}}\right),}
тоді
{\displaystyle xy=\left({\begin{matrix}1&1&1\\0&1&1\\0&0&1\end{matrix}}\right)}
і
{\displaystyle yx=\left({\begin{matrix}1&1&0\\0&1&1\\0&0&1\end{matrix}}\right).}
Елементи {\displaystyle x} і {\displaystyle y} відповідають віддзеркаленням (з кутом між ними, що дорівнює {\displaystyle 45^{\circ }}), у той час, як {\displaystyle xy} та {\displaystyle yx} відповідають поворотам на {\displaystyle 90^{\circ }}. Інші віддзеркалення — це {\displaystyle xyx} і {\displaystyle yxy}, а поворот на {\displaystyle 180^{\circ }} можна представити як {\displaystyle xyxy} {\displaystyle (=yxyx)}.

## Зовнішні посилання
- Groupprops, The Group Properties Wiki Unitriangular matrix group UT(3,p)